# Sveučilište u Bologni
Sveučilište u Bologni (talijanski: Alma Mater Studiorum - Università di Bologna, UNIBO) sveučilište je u Bologni koje je osnovano 1088. godine. Sukladno brojnim izvorima, Sveučilište u Bologni najstarije je sveučilište Zapadnog svijeta i dalje u funkciji. Bilo je jedno od najvažnijih središta Europskog intelektualnog života u srednjem vijeku. Na Sveučilištu u Bologni predavala je Bettisia Gozzadini, prva žena na svijetu koja je obavljala to zanimanje, dok je prvi doktorat iz znanosti na svijetu te prva plaćena pozicija sveučilišne profesorice dodijeljena Lauri Bassi.
QS World University Rankings iz 2022. godine rangirao je Sveučilište kao najbolje u Italiji te 166. najbolje na svijetu.
Danas prosječna školarina na Sveučilištu iznosi oko 3000 eura godišnje te ovisi o osobnim primanjima.